# Уоллфиш, Бенджамин
Бенджамин Уоллфиш (англ. Benjamin Wallfisch; 7 августа 1979, Лондон) —  английский композитор, дирижёр и пианист. Автор музыки более чем к  60 фильмам.

## Биография
Родился в 1979 году в семье австралийской скрипачки Элизабет Уоллфиш (урождённой Хант) и британского виолончелиста  Рафаэля Уоллфиша.  За пианино впервые сел в 5-летнем возрасте, уже в 14 сочинил своё первое произведение.
Среди его самых известных работ — «Дорогая Венди», «Танцующий в пустыне»,  «И гаснет свет…», «Оно», «Бегущий по лезвию 2049». В 2017 году совместно с Фарреллом Уильямсом и Хансом Циммером номинировался на «Золотой глобус» за музыку к биографической драме «Скрытые фигуры».
С 2014 года — член Королевской академии музыки в Лондоне. Сотрудничает с Remote Control Productions — фирмой Ханса Циммера, занимающейся созданием музыки к фильмам и компьютерным играм.
Проживает в Лос-Анджелесе с супругой Мисси.